# Salzbergen
Salzbergen är en kommun och ort i Landkreis Emsland i förbundslandet Niedersachsen i Tyskland.